# Tragia cuneata
Tragia cuneata är en törelväxtart som beskrevs av Johannes Müller Argoviensis. Tragia cuneata ingår i släktet Tragia och familjen törelväxter. Inga underarter finns listade i Catalogue of Life.